# Альтенмаркт-ан-дер-Альц
Альтенмаркт-ан-дер-Альц (нем. Altenmarkt an der Alz) — община в Германии, в земле Бавария.
Подчиняется административному округу Верхняя Бавария. Входит в состав района Траунштайн. Население составляет 4297 человек (на 31 декабря 2010 года). Занимает площадь 26,10 км².